# Bulgarisches Nationales Fernsehen
Das Bulgarische Nationale Fernsehen (bulgarisch Българска национална телевизия; Deutsche Transkription: Balgarska Nazionalna Telewisija; kurz: BNT) ist die öffentlich-rechtliche Rundfunkanstalt Bulgariens. Sein Hauptsitz befindet sich in der bulgarischen Hauptstadt Sofia. Der staatliche Hörfunk wird vom Bulgarischen Nationalen Hörfunk (BNR) produziert.

## Geschichte
Die ersten Fernsehübertragungen fanden am 25. Dezember 1959 statt. Ab 1973 wurde das Programm in Farbe ausgestrahlt. Seit dem 1. Januar 1993 ist BNT Mitglied der EBU. BNT gestaltet seitdem die Bulgarischen Beiträge zum Eurovision Song Contest sowie zum Junior Eurovision Song Contest. 1999 ging mit TV Bulgaria (heute BNT 3) erstmals ein Satellitenprogramm auf Sendung. Im Rahmen der Fußball-Weltmeisterschaft 2010 begann BNT mit der Ausstrahlung seiner Sendungen im Format 16:9.

## Politische Einflussnahme
2017 drohte der damalige stellvertretende Ministerpräsident im Kabinett Borissov und Parteiführer der Nationalistischen Front zu Rettung Bulgariens (NSFB) Valeri Simeonov vor laufender Kamera einem Moderatoren des Bulgarischen Nationalen Fernsehens, weil der ihn nach Vetternwirtschaft in seinem Umfeld befragt hatte.

## Angebot
- BNT 1 – Vollprogramm
- BNT 2 – Vollprogramm mit Schwerpunkt Kultur
- BNT 3 – Sportübertragungen
- BNT 4 – Internationale Ausstrahlung

## Studios

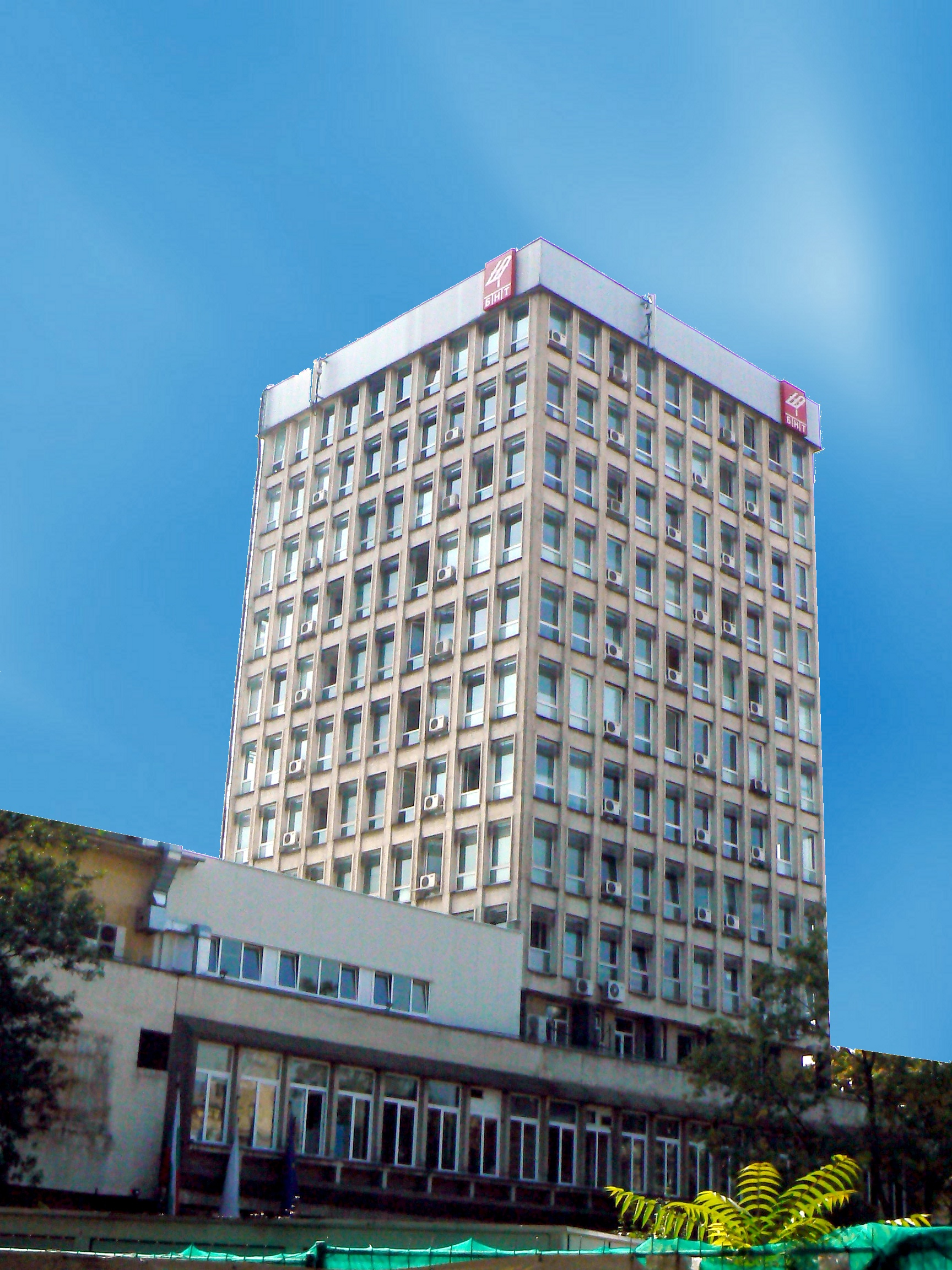
Der Hauptsitz des Bulgarischen Nationalen Fernsehens in Sofia (2009)

Die Rundfunkanstalt produziert zwei Fernsehprogramme und unterhält regionale Studios in Blagoewgrad, Warna, Plowdiw und Russe.

## Galerie

Logo von 1959 bis 2008
Logo von 2008 bis 2018